# Phenoxycarbonsäuren

Strukturformel von 2,4-D

Die Phenoxycarbonsäuren sind eine Gruppe chemischer Verbindungen, deren Ester oder Salze als Herbizide eingesetzt werden. Sie werden auch als Wuchsstoff-Herbizide bezeichnet, da sie ein übermäßiges und undifferenziertes Wachstum der Pflanzen verursachen, was zu deren Tod führt. Bei Temperaturen unter 10 °C haben sie meist nur eine geringe Wirkung.
Auf der Suche nach synthetischen Derivaten des Auxins Indol-3-essigsäure fand man Anfang der 1940er-Jahre 2,4-D und MCPA. Man stellte fest, dass die Verbindungen in hohen Konzentrationen nicht mehr als Wachstumsregulatoren, sondern als selektive Herbizide gegen Dikotylen wirken.
Später wurden Derivate der 2-Phenoxypropionsäure wie Dichlorprop, Fenoprop und MCPA eingeführt. Bei ihnen ist nur die d-(+)-Form aktiv. Derivate der 4-Phenoxybuttersäure (z. B. 2,4-DB, MCPB), werden in der Pflanze durch β-Oxidation in entsprechende Phenoxyessigsäuren umgewandelt.
Noch heute sind Phenoxycarbonsäuren eine der wichtigsten Herbizidklassen. Zu ihnen gehören:
- 2,4-D
- 2,4-DB
- 2,4,5-T
- Dichlorprop
- Fenoprop
- MCPA
- MCPB
- Mecoprop